# Scarabaeus caffer
Scarabaeus caffer là một loài bọ cánh cứng trong họ Bọ hung (Scarabaeidae).